# Igor Filipovič
Igor Filipovič, slovenski operni pevec, tenorist, * 18. april 1946, Ljubljana, † 6. april 2023.
Zasebno se je izobraževal pri sopranistki in pedagoginji Kseniji Vidali. Javno je prvič nastopil leta 1976 v mariborski operi v vlogi Ernesta (Gaetano Donizetti, Don Pasquale). Postal je stalni gost ljubljanske Opere in večjih opernih hiš v Evropi, gostoval je tudi v ZDA. Njegov repertoar obsega predvsem vloge v italijanskih operah od zgodnje do pozne romantike.